# Traveling (chanson)
Pour les articles homonymes, voir Traveling (homonymie).
Singles de Hikaru Utada
Final Distance
(2001) Hikari
(2002)
Traveling (écrit en minuscules : traveling) est le neuvième single d'Hikaru Utada (sous ce nom), commercialisé en 2001. Une vidéo homonyme sort aussi peu après.

## Single CD
Le single sort le 28 novembre 2001 au Japon au label EMI Music Japan, quatre mois après le précédent single de la chanteuse intitulé Final Distance. Il atteint la 1re place du classement des ventes de l'Oricon et reste classé pendant 21 semaines, se vendant à 856 000 exemplaires, ce qui en fait le deuxième single le plus vendu en 2002 au Japon après H d'Ayumi Hamasaki.
La chanson-titre sert de thème musical à une publicité pour NTT DoCoMo, et figurera sur l'album Deep River qui sort six mois plus tard, ainsi que sur la compilation Utada Hikaru Single Collection Vol.1 de 2004. Le single contient aussi deux versions remixées et sa version instrumentale.
Toutes les chansons sont écrites et composées par Hikaru Utada.
| Pistes du CD | Pistes du CD                                | Pistes du CD             | Pistes du CD | Pistes du CD | Pistes du CD | Pistes du CD | Pistes du CD | Pistes du CD | Pistes du CD |
| No           | Titre                                       | Arrangements             | Durée        |              |              |              |              |              |              |
| ------------ | ------------------------------------------- | ------------------------ | ------------ | ------------ | ------------ | ------------ | ------------ | ------------ | ------------ |
| 1.           | Traveling (traveling)                       | Kei Kawano, Hikaru Utada | 5:13         |              |              |              |              |              |              |
| 2.           | Traveling -Planitb Remix- (-PLANITb Remix-) | Russell McNamara         | 10:34        |              |              |              |              |              |              |
| 3.           | Traveling -Bahiatronic Mix-                 | Yuzuru Tomita            | 6:42         |              |              |              |              |              |              |
| 4.           | Traveling -Original Karaoke-                | Kei Kawano, Hikaru Utada | 5:14         |              |              |              |              |              |              |
| 27:48        |                                             |                          |              |              |              |              |              |              |              |

## Vidéo
Traveling est une vidéo musicale d'Hikaru Utada, sortie au format DVD le 30 janvier 2002 au Japon, un mois après le single CD homonyme. Il atteint la 1re place du classement des ventes de DVD de l'Oricon et reste classé pendant 16 semaines. C'est un "DVD single" contenant le clip vidéo de la chanson-titre du single et son making of. Le clip est réalisé par Kazuaki Kiriya, qu'elle épousera dans l'année.
Pistes du DVD
1. Making of "traveling"
2. traveling